# 藤野天光
藤野 天光（ふじの てんこう、1903年（明治36年）9月27日 - 1974年（昭和49年）12月30日）は、日本の彫刻家。本名は藤野隆秋。号は当初舜正（しゅんせい）、後に天光に改めた。
群馬県館林町裏宿（現館林市城町付近）出身。千葉県市川市の地域文化発展に貢献。日展審査員を6回、さらに理事をつとめた。
戦後は文化運動者としても活動した。また師北村西望作の長崎平和祈念像の制作筆頭助手をつとめた。晩年は千葉県立美術館の建設促進に献身した。

## 略歴
1903年（明治36年）9月27日、藤野隆秋として群馬県館林市に生まれる。
1928年（昭和3年）、東京美術学校（現東京芸術大学）彫塑部卒業、在学中は北村西望に師事。
1929年（昭和4年）、第10回帝展に「ときのながれ」で初入選（以後連続入選、特選3回）。「ときのながれ」は後にアメリカ合衆国のニューヨークで開催された万国博覧会（1939年（昭和14年））に出品され注目を集めた。また、この年より戦後まで継続して作品の発表を続けた。
1938年（昭和13年）、第2回新文展で「銃後工場の護り」が特選受賞。
1941年（昭和16年）、小室翠雲らと群馬美術協会を発足させる。
1945年（昭和20年）、市川市美術会結成。
1947年（昭和22年）、日本彫刻家連盟設立に参加。
1948年（昭和23年）、千葉県美術会結成、常任理事となった。
1949年（昭和24年）、日展審査員として第5回日展に出品した「古橋選手」（水泳選手古橋廣之進モチーフ）が話題作となる。
1958年（昭和33年）、社団法人日展が創立され、日展評議員に就任した。
1960年（昭和35年）、県立美術館設置準備専門委員に就任、1964年（昭和39年）までつとめる。また同年文部省（現文部科学省）文化財保護委員会文化財功労賞を受賞。
1961年（昭和36年）、この頃より千葉県内の仏像修理を始める。1974年（昭和49年）までに県内仏閣設置の毘沙門天像、両脇侍、薬師坐像、仁王像などを修理した。
1966年（昭和41年）、昭和40年第8回新日展出品作「光は大空より」が日本芸術院賞を受賞。
1966年（昭和41年）、千葉県美術会理事長に就任。同年東京家政大学理事兼教授となる。
1968年（昭和43年）、号を舜正から天光に改める。同年声帯摘出手術、群馬県美術会副会長就任。
1969年（昭和44年）、日展理事に就任。同年、千葉県市川市教育功労者として市川市長感謝状を受ける。
1970年（昭和45年）、社団法人日本彫塑会創立に尽力し、同会常任理事となる。
1973年（昭和48年）、千葉県開催となった第28回若潮国民体育大会（国体）モニュメントとして8メートル男性像「輝く太陽」および記念メダルを制作した。
1974年（昭和49年）、千葉県立美術館協議会委員を委嘱され議長を務める。同年12月30日、急性心不全により千葉県市川市のアトリエで死去、享年72。
1975年（昭和50年）、従五位勲三等瑞宝章受章。
2003年（平成15年）、遺族により346作品が郷里である館林市に寄贈された。

## 作品
|  | 作品名           |   | 制作年             |   | 備考                             |
|  | 「夢」           | - | 1932年 (昭和7年)   | - | 館林市彫刻の小径設置（1991年）。 |
|  | 「光は大空より」 | - | 1965年（昭和40年） | - | 日本芸術院蔵                     |
|  | 「鉄工」         | - | 1936年（昭和11年） | - | [ 3 ]                            |
|  | 「輝く太陽」     | - | 1973年（昭和28年） | - | 第28回国民体育大会モニュメント。 |